# 영산대학교
영산대학교(靈山大學校, Youngsan University)는 부산광역시 해운대구와 경상남도 양산시에 있는 사립 대학이다.
1997년, 1983년에 각각 개교한 동일 학교법인 산하 영산국제산업대학과 성심외국어대학이 2003년 통합한 대학이다. 1998년부터 영산국제산업대학이 변경하여 사용한 영산대학교 교명이 현재까지 사용되고 있다. 국문 약칭은 영산대(靈山大)가 쓰이며, 영문 약칭은 Y'sU가 사용되고 있다.

## 연혁
영산대학교는 2002년, 영산대학교와 성심외국어대학이 통합하여 현재에 이르고 있다. 영산대학교는 1996년 12월 11일, 사립 산업대학인 영산국제산업대학이 모태로, 이듬해 영산대학교로 교명을 변경하여, 현재까지 사용되고 있다. 성심외국어대학은 1983년, 사립 전문대학으로 설립되었다. 통합 후 2005년, 산업대학에서 대학으로 유형을 변경한 바 있다.

## 교육편제

### 학부
양산캠퍼스는 미래수송기기 특성화 캠퍼스를 표방하는 가운데, 창조인재대학, 스마트공과대학, 보건의료대학, 미래융합대학 등 4개 대학 아래 17개 학과를 설치하고 있다.
해운대캠퍼스는 MICE 산업 특성화 캠퍼스를 표방한다. 창조인재대학, 보건의료대학, 미래융합대학, 호텔관광대학, Art&Tech대학 등 5개 대학 아래 4개 학부, 17개 학과, 8개 전공을 설치하고 있다. 한편, 독립학부로 글로벌학부를 편제하고, 2개 전공을 설치하고 있다.

### 대학원
영산대학교 대학원은 일반 1개원, 특수 5개원으로 구성한다. 일반대학원의 경우, 캠퍼스 별 편제된 학과에 차이가 있으며, 석사과정 2학과, 박사과정 5학과를 지원한다.
특수대학원으로 양산캠퍼스에 기술창업대학원이, 해운대캠퍼스에 관광대학원, 미용·예술대학원, 법무·경영대학원, 부동산대학원, 사회과학대학원이 설치되어 있다.

## 같이 보기
- 성심외국어대학